# Mühlbach (Freimann)
Der Mühlbach ist ein Fließgewässer im Münchner Stadtbezirk Schwabing-Freimann.

## Lage
Beim Aumeister in der Hirschau im Englischen Garten in München setzt der Mühlbach, der vielfach auch in diesem Abschnitt als Garchinger Mühlbach bezeichnet wird, den Lauf des Schwabinger Bachs nach Norden fort, während ein geringer Teil des Wassers über ein Überlaufwehr weiter östlich im Bett des Schwabinger Bachs verbleibt. Der regulierte Mühlbach benutzt gegenüber der ursprünglichen Trasse des Schleißheimer Kanals eine etwas nach Osten verschobene Trasse, unterquert den Föhringer Ring, den Güterbahn-Nordring und die Leinthalerstraße, verläuft geradlinig zwischen Libellenstraße und Sondermeierstraße nach Nordnordwesten und tritt nach Unterquerung der Floriansmühlstraße in das Gelände des ehemaligen Familienbads Floriansmühle ein. Der schnurgerade Verlauf endet am nördlichen Ende des ehemaligen Bads am Emmerigweg. Dieser Abschnitt soll wieder öffentlich zugänglich werden. Weiter verläuft der Bach in einem eigenen, leicht gewundenen Bett bis zur Abflussregulierungsstelle gegenüber der Kläranlage Großlappen. An diesem Kanalab- und -überleitungsbauwerk am Notauslassgraben wird Wasser in einer Betonrinne aus dem Mühlbach in den ursprünglichen Schleißheimer Kanal geleitet; hier beginnt der eigentliche Garchinger Mühlbach.
Die Länge des Bachs beträgt rund 2,7 km.